# 구스범스 (영화)
《구스범스》(영어: Goosebumps)는 2015년 공개된 미국의 코미디 공포 영화이다. R. L. 스타인의 동명 아동 소설 시리즈를 원작으로 롭 레터먼이 연출하였다.
2018년 속편 《구스범스: 몬스터의 역습》이 개봉하였다.

## 줄거리
잭은 아버지가 사망한 뒤 어머니 게일과 함께 뉴욕에서 델라웨어주 매디슨으로 이사를 하고, 과보호하는 아버지 시버스 씨를 둔 이웃 해나를 알게 된다. 게일이 새 교감으로 부임한 매디슨 고등학교에 진학한 잭은 옆자리에 앉은 챔프와 친구가 된다. 하루는 잭이 해나와 폐장된 놀이 공원에서 놀고 돌아오자 시버스 씨가 해나와 가까이하지 말라고 경고한다. 잭은 해나와 시버스 씨가 싸우는 소리를 듣고 가정 학대를 당하는 게 아닌지 걱정한다.
게일이 학교 봄방학 댄스 파티를 감독하러 나가면서 잭은 이모 로레인과 집에 있게 된다. 잭은 해나가 걱정이 되어 경찰인 척 전화를 해 시버스 씨가 경찰서에 가게 만들고, 챔프와 함께 해나네 집에 숨어 들어가 조사를 시작한다. 두 사람은 구스범스 시리즈 원고가 꽂힌 책장이 잠겨 있는 것을 발견한다. 잭이 〈초능력 설인의 습격〉 원고를 꺼내 펼치자 키가 천장까지 닿는 설인이 나타나 버린다.
설인은 잭, 챔프, 해나를 아이스링크까지 쫓아오고 이곳에 시버스 씨가 나타나 설인을 다시 원고 안에 가둔다. 시버스 씨의 정체는 구스범스 시리즈의 작가 R. L. 스타인이었고, 그가 창조한 괴물들이 지나치게 뛰어난 상상력 덕분에 현실에 나타나게 되자 괴물들을 원고 속에 가둬 놓고 있던 것으로 밝혀진다.
스타인의 집으로 돌아온 이들을 〈목각 인형의 웃음소리〉에 나오는 사악한 복화술사 인형 슬래피가 기다리고 있다. 슬래피는 자신을 가둬 두었던 것에 대한 복수로 자신이 갇혀 있던 원고를 불태우고 〈지옥의 유령 자동차〉의 자동차를 비롯해 구스범스 원고 속 괴물들을 전부 풀어 준다. 스타인은 〈두 얼굴의 난쟁이 도깨비〉에 나온 정원 요정들에게 당해 몸에 밧줄이 감겨 오븐 속으로 옮겨질 뻔한다.
동네는 난리가 나고, 〈네가 곧 식물의 비료〉(You're Plant Food)의 식인 덩굴 식물(E. Ville Creeper's Plants)은 이동 전화 기지국을 부숴 연락망부터 끊어 버린다. 〈인간 짜개 외계인들의 공격〉(Invasion of the Body Squeezers)의 외계인들은 경찰서를 찾아가 경찰관들을 얼려 버린다. 〈흡혈귀에게 먹이를 주지 마세요!〉의 흡혈 푸들은 로레인을 공격한다.
잭은 스타인에게 새 책을 써서 괴물들을 가두자고 하는데, 이를 위해서는 학교에 전시돼 있는 불가사의한 타자기가 필요하다. 학교로 가는 길에 이들은 〈내 친구는 투명인간〉의 투명 인간 소년 브렌트 그린의 공격을 물리치자마자 〈쇼크 거리의 악몽〉의 거대 사마귀가 나타나 식료품점에 숨는다. 〈늑대인간의 울음소리〉의 늑대 인간 윌 블레이크가 냄새로 이들을 쫓아오지만 식료품점 후문 밖으로 나오자마자 로레인의 차에 치인다. 로레인과 스타인은 서로 첫눈에 반한다.
묘지를 지나가던 중 해나는 달빛을 받자 곧 사라져 버릴 것처럼 유령과 같은 형상으로 변한다. 이때 〈공동묘지의 악령〉의 악령(구울)이 바닥에서 기어 올라와 이들을 추격한다. 학교에서 스타인은 잭에게 사실 해나는 〈옆집의 유령〉의 해나 페어차일드이고, 해나는 본인이 가공의 인물이라는 사실을 모른다고 고백한다.
스타인은 현재 겪고 있는 일을 바탕으로 학교 연극 〈샤이닝〉의 빈 무대 위에서 소설을 쓰기 시작하고, 잭과 챔프가 체육관에 있는 모두에게 경고하자마자 거대 사마귀가 건물을 공격한다. 슬래피는 남은 원고들을 모두 불태우고, 〈내가 벌떼를 두려워하는 이유〉(Why I'm Afraid of Bees)의 벌은 도서관에서 잭을 공격하고, 〈공포의 장난감: 건전지 포함〉(Toy Terror: Batteries Included)의 장난감 로봇 파괴자 3000은 눈에서 빔을 쏘며 모든 것을 파괴한다. 슬래피는 타자기로 스타인의 손가락을 부러뜨려 소설 완성을 방해한다. 이들은 폭탄이 장착된 통학 버스를 작동시켜 괴물들의 관심을 돌린 뒤 다른 통학 버스를 타고 폐장된 놀이 공원으로 도망친다. 폭탄과 함께 괴물 몇 마리가 터져 버린다.
슬래피가 뒤쫓아와 〈인간 사냥꾼 블랍〉의 블랍을 풀자 스타인은 자진해서 삼켜지고, 잭, 해나, 챔프는 괴물들이 잔뜩 몰려드는 가운데 대관람차에 올라 소설을 마무리한다. 거대 사마귀가 대관람차를 무너뜨리면서 대관람차는 숲으로 굴러간다. 잭은 원고를 열면 해나도 갇히게 될 거라며 원고 열기를 거부하는데, 이미 진실을 알고 있던 해나는 스스로 원고를 열고 입맞춤과 함께 잭과 작별하고 슬래피 등 구스범스 괴물들과 함께 안으로 빨려 들어간다.
얼마 뒤 스타인은 학교에서 영어 교사로 일하기 시작하고 로레인과 교제한다. 수업이 끝난 뒤 스타인은 잭에게 신작에서 해나가 돌아오게 만들었다는 걸 밝힌다. 해나와 잭이 재회한 뒤 스타인은 원고를 태워 해나가 영구적으로 이 세계에 남게 한다. 곧 스타인은 학교 진열장 속의 타자기가 저절로 뭔가를 쓰고 있는 것을 발견한다. 이는 원고 속에 갇히는 것을 피한 투명 인간 브렌트 그린으로, 스타인에게 복수하기 위해 〈투명 인간 소년의 복수〉(The Invisible Boy's Revenge)라는 제목의 새 구스범스 시리즈를 쓰고 있던 것으로 밝혀진다.

## 출연진
- 잭 블랙 - R. L. 스타인 / 슬래피 더 더미 / 브렌트 그린 역
- 딜런 미넷 - 잭 쿠퍼 역
- 오데야 러시 - 해나 페어차일드 / 해나 스타인 역
- 라이언 리 - 챔프 역
- 에이미 라이언 - 게일 쿠퍼 역
- 질리언 벨 - 로레인 코니어스 역
- 홀스턴 세이지 - 테일러 역
- 스티븐 크루거 - 데이비드슨 역
- 티머시 사이먼스 - 스티븐스 경관 역
- 켄 머리노 - 코치 카 역
- 카란 소니 - 루니 씨 역
- R. L. 스타인 - 잭 블랙 역
- 쿠마일 난지아니 - 운반 감독 역 (크레디트 미기재, 홈 미디어)
- 루카 존스 - 운반꾼 역 (크레디트 미기재, 홈 미디어)

## 시청 등급
- 대한민국: 12세 관람가
- 미국: PG